# Jean Rhysová
Jean Rhysová (rodným jménem Ella Gwendolyn Rees Williamsová; 24. srpna 1890 Roseau – 14. května 1979 Exeter) byla britská spisovatelka narozená v Dominice (tehdy Britské Leewardovy ostrovy), kde žila do svých šestnácti let. Jejím nejznámějším dílem je román Širé Sargasové moře (Wide Sargasso Sea). Její typickou literární hrdinkou je trpící žena s pocity odcizení a s problémem se svým původem.
Od svého příjezdu do Anglie byla Rhysová handicapována silným přízvukem a "nesprávnou angličtinou", avšak byl to spisovatel Ford Madox Ford, který právě v tom rozpoznal, stejně jako v unikátní "karibské perspektivě", velký potenciál k obohacení anglické literatury. Své první literární texty tak napsala Rhysová pod Fordovou patronací. Ford ji také přiměl zvolit si autorský pseudonym, ovšem i kvůli tomu, že její tehdejší manžel byl uvězněn za podvod. Rhysová u Forda (tehdy již ženatého) i žila a absolvovala s ním milostný románek, který ztvárnila později v románu Kvarteto. Do začátku druhé světové války napsala ještě několik románů, ale pak se nadlouho odmlčela a zmizela z veřejného života.
Comeback přišel až roku 1966, kdy vydala Širé Sargasové moře. Román se stal literární událostí. Autorka v něm rozvíjí příběh šílené Rochesterovy manželky z románu Charlotty Brontëové Jana Eyrová. Psychické zhroucení této kreolské hrdinky tam připisuje domluvenému sňatku. Širé Sargasové moře lze považovat za prequel k Janě Eyrové. V anketě BBC z roku 2018 byl tento Rhysové román zařazen mezi 100 největších příběhů, které formovaly svět.
V roce 1978 Rhysová obdržela Řád britského impéria.